# Hydrocanthus sharpi
Hydrocanthus sharpi is een keversoort uit de familie diksprietwaterkevers (Noteridae). De wetenschappelijke naam van de soort werd in 1928 gepubliceerd door Alois Zimmermann.